# Sputnik 6
Lo Sputnik 6 (chiamato anche Korabl Sputnik 3) fu una missione spaziale sovietica effettuata nel 1960 nell'ambito del programma Vostok. Fu un volo di prova per la navicella Vostok e trasportò due cani, Pchelka e Mushka. A bordo vi erano un sistema televisivo e altri strumenti scientifici.

## Storia
Venne lanciato dal cosmodromo di Baikonur il 1º dicembre 1960. Esistono due diverse versioni sul destino della capsula. La prima sostiene che la capsula atterrò dopo 17 orbite terrestri nelle acque dell'Oceano Pacifico, ma non venne mai recuperata a causa dell'incertezza sulla posizione esatta di tale atterraggio di mare. La seconda versione sostiene che la capsula fu distrutta da cariche esplosive onde evitare che la stessa cadesse in mani straniere. Accertato rimane solo il fatto che i due cagnolini morirono e il relitto della capsula non fu mai recuperato. La missione fornì comunque delle importanti certezze per la preparazione di successive missioni equipaggiate da cosmonauti: la capsula sarebbe stata in grado di atterrare anche senza l'ausilio del congegno propulsore, dato che volava su di una traiettoria d'orbita ellittica e pertanto il suo rientro in atmosfera sarebbe stato causato in maniera naturale dopo alcuni giorni di volo. Dall'altra parte ciò avrebbe significato l'imprevedibilità del luogo d'atterraggio. Infatti non venne mai preso in considerazione un ammaraggio dato che un rientro a terra all'estero in paesi ostili, sarebbe stato valutato come catastrofico per la propaganda. Si doveva pertanto assolutamente perfezionare il congegno propulsore TDU-1 onde superare tali difficoltà e in particolar modo per garantire assolutamente l'atterraggio sicuro e il veloce recupero del cosmonauta. Fu chiaro che si sarebbero dovuti attendere alcuni mesi del 1961 prima di poter lanciare il primo uomo nello spazio.

## Caratteristiche
- Perigeo: 166 km
- Apogeo: 232 km
- Numero di orbite: 18